# Клише (искусство)
Клише́ (от фр. cliché), также речевой штамп (литературный штамп, киноштамп и т. д.) — в искусстве установленная традицией застывшая форма (мотив, тема). Клише применяется в традиционных сюжетах произведений искусства, в научной литературе, в разговорной речи.

## Описание
Слово заимствовано русским языком в середине XIX века из французского языка, где cliché — производное от clicher «делать оттиски».
С точки зрения применения клише обеспечивает наиболее лёгкий, краткий и бездумный путь к отражению нужного содержания высказывания; с точки зрения восприятия — это злоупотребление наименее оригинальным и наскучившим обществу способом выражения мысли. Клише — категория оценочная, зависящая от внешних обстоятельств речи и потому исторически изменяющаяся.
Слово часто употребляется для описания часто повторяющихся элементов в разных направлениях искусства. Штампы часто использовались при отсутствии новых идей, или наоборот, для осуществления каких-либо сюжетных действий. Также следует учитывать, что ввиду огромного количества выпускаемых фильмов, книг и музыки трудно избежать повторения.
Высмеивание штампов часто служит приёмом сатиры или пародии. Так, высмеиванию клише отводится много места в «Южном Парке» и «Симпсонах», штампы металлической музыки высмеиваются в творчестве групп Nanowar и Dethklok, а в западном кинематографе снято много фильмов, которые, путём абсурда и преувеличения, высмеивали штампы и клише различных фильмов или жанров — «Очень страшное кино», «Робин Гуд: Мужчины в трико», «Голый пистолет» и многие другие. В 1980-х в США также сформировался жанр кинопародии, где часто количество штампов доводилось до абсурда для комического эффекта.
Использование клише можно оценивать как положительно, так и отрицательно. Чрезмерное следование клише лишает произведение оригинальности и обесценивает авторский замысел. Положительным в использовании клише является следование стереотипам психологии и облегчение коммуникации.

## Клише в литературе

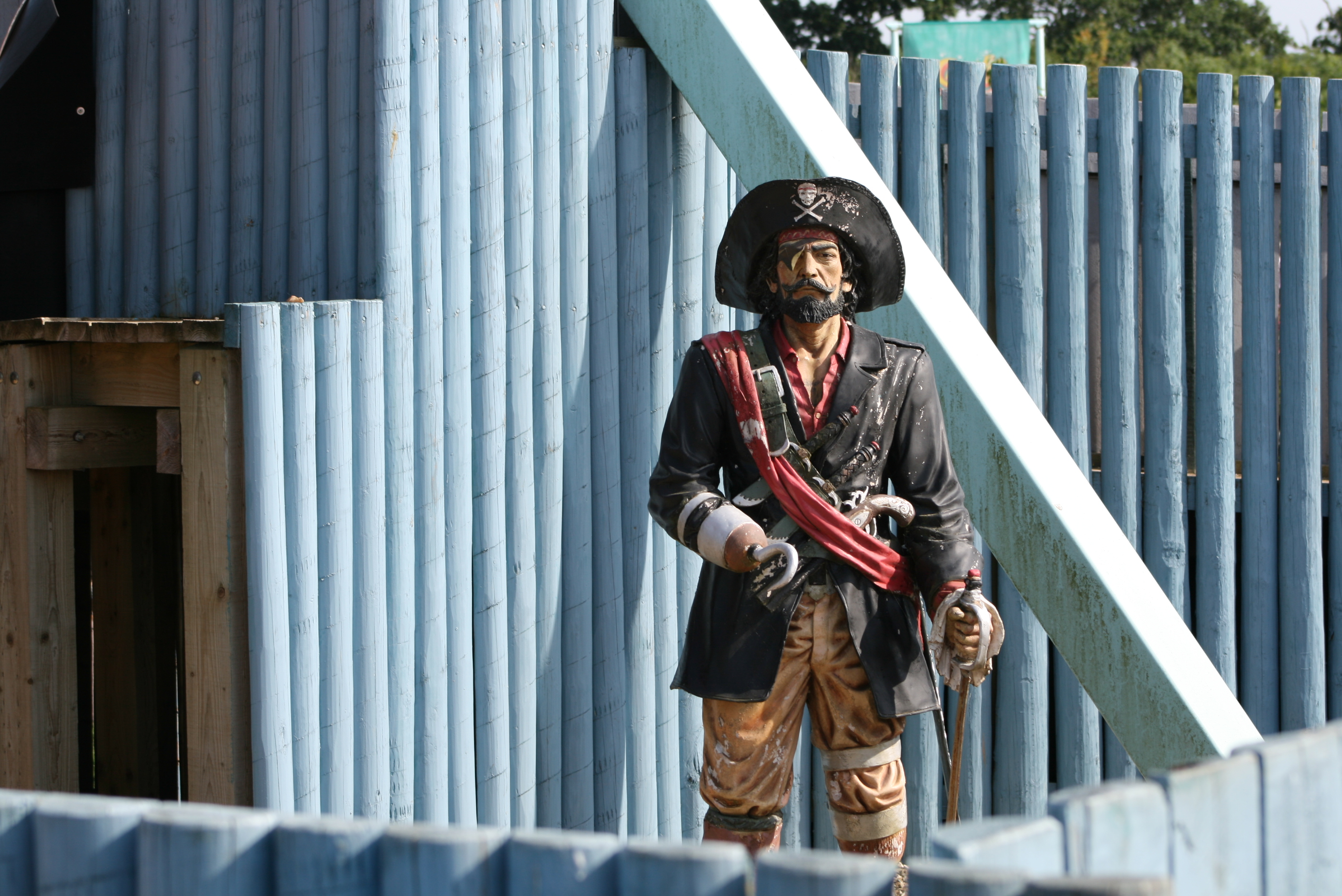
Стереотипное изображение пирата. Crealy park, Девон, Великобритания

Штамп литературный, или клише, есть явление речи, бытующее в текстах произведений литературы, где он механически воспроизводится, подменяя собой то, что могло бы отразить творческую инициативу автора как художника слова, преодолевающего сопротивление материала, и участника формирования языка художественной литературы или языка поэтического.
— С. Г. Бархударов
Примером клише является использование образа благородного разбойника в романтической литературе и искусстве XIX века, пирата со стереотипной внешностью (деревянная нога, попугай на плече, глазная повязка и пр.). Историки отмечают, что глазные повязки не были распространены среди пиратов, но появились, как характерный атрибут внешности, в мультфильмах XX века.

## Киноштампы
После популяризации кинематографа в середине XX века производство фильмов было поставлено на поток. Вследствие этого в них часто стали повторяться детали, ставшие популярными в известных или культовых фильмах. В фильме «День, когда земля остановилась» 1951 года среди персонажей фигурировал робот Горт, умеющий стрелять лучом из головы. Впоследствии этот образ оказал огромное влияние на научную фантастику, вплоть до того, что роботы, стреляющие из глаз, стали считаться одним из главных признаков жанра и впоследствии были использованы («Небесный капитан и мир будущего», «Люди Икс 3») или высмеяны в других фильмах.

### Боевик
Впоследствии использование кинематографических штампов получило развитие в фильмах жанра боевик, большинство из которых было производства США. Часто это делалось для создания определённой ситуации в сюжете. Например, во всех частях фильмов серии «Рокки» главный герой перед победой был на грани поражения, но в итоге поднимался и из последних сил побеждал противника. Этот штамп был придуман для демонстрации воли к победе, но в итоге он был использован в большинстве фильмов о боевых искусствах. Но при этом часто клише были глупыми с логической точки зрения. Так, в боевиках, делающих упор на боевые искусства, полицейские и бандиты часто бросали оружие в выгодных для них ситуациях и сражались с противником врукопашную. От выстрелов герои фильмов часто спасаются за дверями автомобилей, в реальности не представляющих для пуль никакой преграды, а сами машины взрываются иногда даже при самых лёгких повреждениях, что делается, конечно, для зрелищности фильма. Оружие порой не перезаряжается, пули в главных героев почти никогда не попадают, но ранения, даже сквозные, нисколько не мешают им довести дело до конца, причем зачастую раны даже не перевязываются. Также одним из самых известных и абсурдных штампов является тот факт, что почти во всех фильмах при обезвреживании бомб таймер обратного отсчёта останавливался на последней секунде. В фильме «Миссия невыполнима: Племя изгоев» антагониста, целящегося в безоружного героя Тома Круза, сбивает неожиданно появившийся в кадре автомобиль, демонстрируя тем самым популярное клише «не видит зритель — не видит никто», когда то, чьё приближение никак не может быть незаметным, действующие лица фильма замечают только после появления его в кадре.

### Фильмы ужасов и триллеры
Распространённый штамп — живучесть главного убийцы. Зачастую даже после, казалось бы, явного убийства главным героем злодея, тот или пропадает, не оставив и кровавого следа, или же неожиданно оказывается за спиной жертвы с занесённым над головой холодным оружием. Очень часто жертва, скрывающаяся от злодея, многократно меняя направление, сталкивается с ним лицом к лицу. Девушка, выходящая из душа и обёрнутая в полотенце, — новая жертва злодея. Пара, уединившаяся для интимной близости, тоже, вероятнее всего, станет жертвой злоумышленника. Компания людей, находящаяся в экстремальном положении неопределённости и опасности, связанной с нахождением трупа, стремится разделиться, после чего, естественно, становится «лёгкой добычей» злодея. Жертва, убегая от преследующего её на автомобиле злодея, бежит по прямой, либо злодей идет не спеша, точно зная, что жертва либо упадёт и повредит ногу, либо по разным причинам не сможет открыть спасительную дверь. Трупы часто находят сидящими спиной к камере.

### Эффект штурмовика
Один из самых известных и распространённых штампов кино. Заключается в том, что вражеские солдаты не способны попасть в главных героев, несмотря на превосходящее количество (и часто превосходные боевые качества в бою против второстепенных персонажей).